# Antiochos Hierax

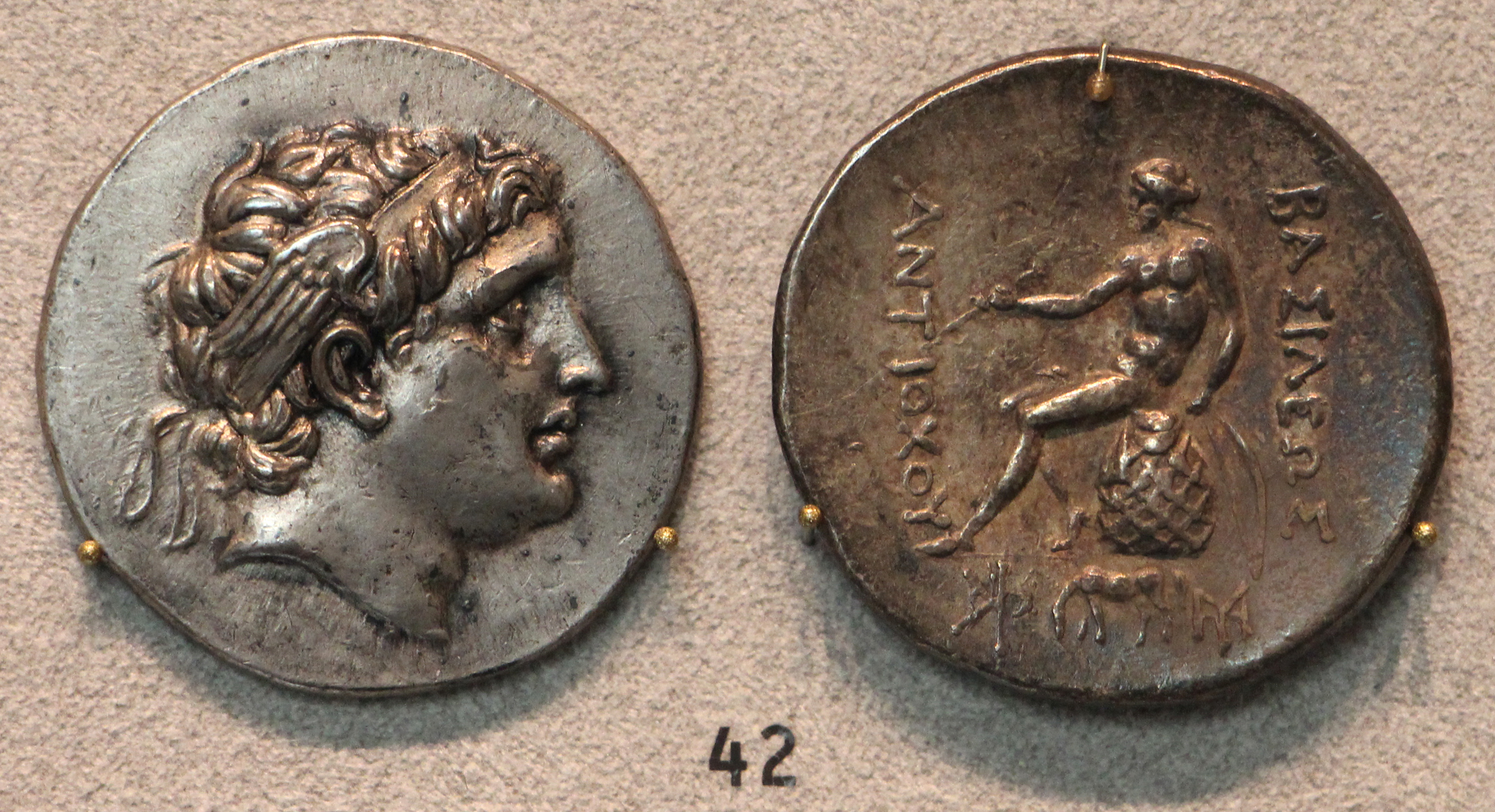
Tetradrachme des Antiochos Hierax, Altes Museum Berlin

Antiochos Hierax (altgriechisch Ἀντίοχος Ἱέραξ Antíochos Hiérax; * um 263 v. Chr.; † wohl 226 v. Chr.) aus der Dynastie der Seleukiden war in den 230er Jahren Herrscher über große Teile Kleinasiens.
Antiochos Hierax war ein Sohn des Seleukidenkönigs Antiochos II. und seiner Ehefrau Laodike. Als Antiochos II. 246 starb, wurde Hierax’ älterer Bruder Seleukos II. Kallinikos sein Nachfolger. Um für den Dritten Syrischen Krieg gegen den Ptolemäer Ptolemaios III. den Rücken frei zu haben, erkannte Seleukos seinen Bruder um 241 als Mitregenten in Kleinasien an.
Nach dem für die Seleukiden wenig erfolgreichen Ende des Dritten Syrischen Krieges wandte sich Hierax 240/239 gegen Seleukos. Mit der Unterstützung Laodikes, Mithradates’ II. von Pontos und galatischer Söldnerverbände konnte er seinen Bruder aus Kleinasien vertreiben. Die Galater meuterten jedoch bald gegen ihn, und Attalos I. von Pergamon eroberte bis 227 große Teile des von ihm kontrollierten Gebiets. Als daraufhin Hierax’ Versuch, in das von Seleukos beherrschte Mesopotamien einzufallen, erfolglos blieb, floh er über Kappadokien und Ägypten nach Thrakien. Dort wurde er wohl 226 von Räubern getötet.
Antiochos Hierax war mit einer Tochter des bithynischen Königs Ziaelas verheiratet. Sein Beiname Hierax („der Habicht“) verweist auf seinen ehrgeizigen Charakter.